# Мельник Віра Никифорівна
Ві́ра Ники́форівна Ме́льник (нар. 1 вересня 1941, с. Велика Офірна Фастівського району Київської області) — українська сценаристка, кінознавиця.
Членкиня Національної спілки кінематографістів України.

## Життєпис
Народилася в селянській родині на Київщині. Після навчання в середній школі працювала в Києві — секретаркою приймальні міністра культури України. Здобула вищу освіту. Вивчала кінознавство й кінодраматургію на вечірньому відділенні Київського інституту театрального мистецтва ім. І. К. Карпенка-Карого (1972—1977).
У Міністерстві культури працювала 40 років на посадах, пов'язаних з кіновиробництвом в Україні. Державну службу поєднувала з творчістю, друкувалася в газетах і журналах з питань кінознавства, брала участь у радіо- і телепередачах, писала вірші, п'єси, оповідання, кіносценарії. Вийшла на пенсію з посади начальниці управління кіновиробництва.

## Творчість
Авторка сценарію «Легенда про Григорія Сковороду», опублікованого в книжці «Учитель життя. Сковорода як гасло часу» (упорядник Володимир Стадниченко, 2016).
У постановці режисера Володимира Артеменка за сценарієм Віри Мельник 2006 року знято художній фільм «Інше життя, або втеча з того світу» — про невідомі сторінки життя українського артиста Миколи Яковченка. На міжнародному кінофестивалі в Росії «Золотий Витязь» (2007) картина демонструвалася в позаконкурсній програмі, але здобула диплом і відзнаку «за популярність у глядачів». На міжнародному кінофестивалі «Бригантина» (2009) виконавець головної ролі в цьому фільмі Василь Баша нагороджений Гран-прі за найкраще виконання чоловічої ролі.
Національна кіностудія ім. Олександра Довженка за сценарієм Віри Мельник зняла художній фільм «Мамо, я льотчика люблю» (2012) у постановці Олександра Ігнатуші.
Кілька років працювала над сценарієм художнього фільму «Легенда про Григорія Сковороду», який 2014 року відзначено першою премією Міжнародного літературного конкурсу романів, п'єс, кіносценаріїв, пісенної лірики та творів для дітей «Коронація слова».
У творчому доробку — кіносценарій художнього телефільму «Несподівана радість» та сценарій повнометражного документального фільму «Доповідна Апостолові Петру, або Парадигма Юрія Іллєнка» (у співавторстві з Богданом Жолдаком). Фільм відзначено дипломом «Гранд сценарій» спеціального конкурсу серед переможців попередніх років «Гранд Коронація слова» (2015).
Як членкиня Громадського оргкомітету Всеукраїнських Сковородинівських навчань «Пізнай себе», Віра Мельник пропагує у пресі й виступах перед юнацькими аудиторіями філософське вчення Григорія Сковороди. У 2015—2019 роках за її сценарієм «Сад Божественних пісень Григорія Сковороди» поставлено літературно-пісенні вистави у Київському міському будинку вчителя та Київському будинку вчених, у Духовно-просвітницькому центрі «Християнська надія» та Меморіальному музеї Григорія Сковороди в Переяславі на Київщині.
У співавторстві з Іваном Драчем написала кіносценарій «Варсава» (2018), присвячений 300-річчю від дня народження Григорія Сковороди. Твір видано 2019 року окремою книжкою з ілюстраціями картин художника Генрі Ягодкіна з циклу «Сковородіана», співавторів відзначено Міжнародною премією імені Григорія Сковороди (відзнака Українського фонду культури ім. Бориса Олійника).
За сценаріями Віри Мельник створено також низку документальних, науково-популярних, рекламних фільмів. 

## Громадська діяльність
Мельник багато років працювала в складі експертної комісії з питань розповсюдження і демонстрування фільмів Державного агентства України з питань кіно.

## Нагороди, відзнаки
- Перша премія Міжнародного літературного конкурсу «Коронація слова» (2014)
- Міжнародна літературно-мистецька премія імені Григорія Сковороди (2019)